# Sindh
Sindh este una dintre cele 4 provincii din Pakistan, situată în sud-estul țării. Capitala provinciei este orașul Karachi.Se învecinează începând din vest în sensul acelor ceasornicului cu provinciile pakistaneze Balucistan și Punjab, statele din India Rajasthan și Gujarat având țărm la Marea Arabiei.

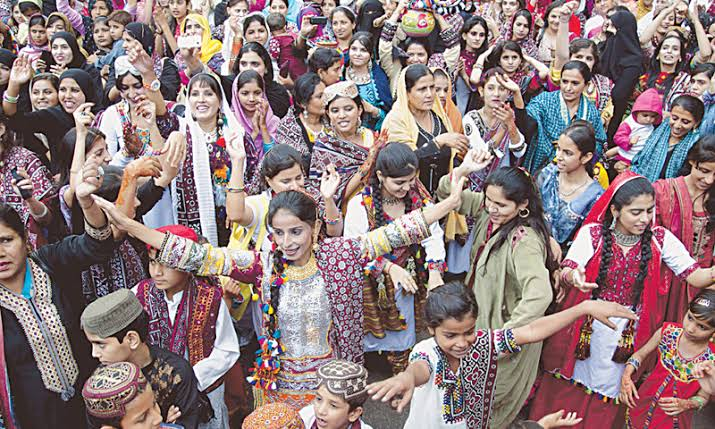
Cultura Sindh